# Washoe Valley
Washoe Valley es un lugar designado por el censo ubicado en el condado de Washoe en el estado estadounidense de Nevada. En el año 2010 tenía una población de 3.019 habitantes.

## Geografía
Washoe Valley se encuentra ubicado en las coordenadas 39°17′18″N 119°46′25″O / 39.28833, -119.77361.